# Saigon (reka)
Reka Saigon (vietnamsko Sông Sài Gòn) je reka v južnem Vietnamu, ki izvira blizu Phum Daunga v jugovzhodni Kambodži, teče proti jugu in jugu-jugovzhodu približno 256 kilometrov in se izliva v Soai Rap, ki se izliva v Južnokitajsko morje približno 20 kilometrov severovzhodno od delte reke Mekong.
Reki Saigon se 29 kilometrov severovzhodno od mesta Hošiminh (prej imenovanega Sajgon) pridruži reka Dong Nai, tik nad mestom Hošiminh pa se ji pridruži reka Ben Cat. Reka Saigon je pomembna za mesto Hošiminh, saj je glavna oskrba z vodo, pa tudi gostiteljica pristanišča Saigon, s skupno količino natovorjenega in raztovorjenega tovora v letu 2006 več kot 35 milijonov metričnih ton.
Turistična vas Binh Quoi je na polotoku Thanh Da na reki Saigon, v okrožju Binh Thanh v mestu Hošiminh.
Predor Thu Thiem, podvodni predor, ki poteka pod reko Saigon, je bil odprt za promet 20. novembra 2011. Od dokončanja je bil to najdaljši rečni predor v jugovzhodni Aziji. Reko prečkajo tudi most Thu Thiem, most Phu My in most Ba Son (tudi most Thu Thiem 2) odprt leta 2022.
Storitev Saigon Waterbus je bila uvedena leta 2017 in povezuje okrožje 1 z okrožjem Thu Duc.